# Dadi (Syria)
Dadi (arab. دادي) – wieś w Syrii, w muhafazie Aleppo, w dystrykcie Ajn al-Arab. W 2004 roku liczyła 1150 mieszkańców.